# Фаршированная колбаса
Фаршированная колбаса (также языко́вая колбаса) — колбасное изделие из мясного фарша с добавлением свежего или подсоленного хребтового или бокового шпига, языка, соли и пряностей, которое формуют батонами большого диаметра (8—12 см) в натуральную или искусственную оболочку. В СССР фаршированные колбасы формовали по определённой схеме так, чтобы на поперечном разрезе складывался определённый рисунок, характерный для каждого наименования фаршированной колбасы.
Фаршированные колбасы производили из нежирной свинины, отборных телятины и говядины в охлаждённом или остывшем виде, твёрдого и полутвёрдого шпига, говяжьих и телячьих языков, дефибринированной крови, свиной шкурки, яиц, молока, сливочного масла, пшеничной муки, поваренной соли, сахара, селитры или нитрита и пряностей. Не допускалось применение в фаршированных колбасах мороженого мяса, меланжа и шпига крепкого посола, который мог бы иметь признаки осаливания и прогоркания. По технологии производства советские фаршированные колбасы являлись варёными. Измельчённое мясное сырьё и языки подвергают нитритному посолу, затем языки варят и очищают от кожицы. Нарезка шпига и языков осуществляется вручную или на пластовочных машинах.
Фаршированные колбасы в СССР относились к колбасным изделиям высшего качества и вырабатывались следующих наименований: глазированная, прессованная, слоёная, харьковская, экстра и языковая. Глазированная шахматная колбаса имела под оболочкой слой шпига, затем слой фарша языковой колбасы со включениями кусочков языка, в центре колбасного батона диаметром 8—10 см брусочки шпига чередовались в шахматном порядке с пластинками кровяной массы. Прессованная фаршированная колбаса формировалась в батоны с двумя плоскими поверхностями и также имела под оболочкой слой шпига, затем слой языковой колбасы и в центре — последовательно чередующиеся слои кровяной массы, фарша и языка, проложенными пластинками шпига в 1 мм. В слоёной колбасе в также уплощённых с двух сторон батонах после слоя шпига под оболочкой следовали несколько раз слои фарша языковой колбасы, свиной шейки и языков. В харьковской колбасе после слоя шпига под оболочкой следовал фарш в виде четырёх усечённых конусов, два из которых, из фарша колбасы экстра с цельным языком, имели яично-жёлтый цвет, а два других, из фарша языковой колбасы, — красный цвет, а в центре помещался обёрнутый шпигом язык. В колбасе экстра с покрошенным языком на разрезе виднелся предварительно бланшированный фарш яично-жёлтого цвета без добавления селитры или нитрита с нарезанными кубиками кусочками говяжьего языка. В колбасе экстра с целым языком обёрнутый полутвёрдым шпигом говяжий язык помещался в центре батона. В языковой колбасе с покрошенным языком под оболочкой после слоя шпига следует красный фарш с нарезанными кубиками кусочками твёрдого шпига и говяжьего языка, в языковой колбасе с целым языком он, обёрнутый полутвёрдым шпигом, помещается в центре колбасного батона.
Фаршированные колбасы хранят в охлаждаемых помещениях до трёх суток при температуре не выше 4 °C, в неохлаждаемых — не более 12 часов.